# Sara Sidle
Sara Sidle es un personaje de ficción encarnado por la actriz Jorja Fox en la serie de televisión CSI: Crime Scene Investigation, emitida por la cadena CBS. Sara es investigadora CSI del Condado de Clark, Nevada. Licenciada en física y analista en materiales y elementos, investiga junto al equipo CSI del Departamento de Policía de Las Vegas los crímenes que ocurren en aquella ciudad. En los primeros siete años del programa, apareció en todos los episodios, excepto en "Pilot" de la primera temporada, "Random Acts of Violence" de la tercera temporada, "Jackpot" de la cuarta temporada, "Hollywood Brass" de la quinta temporada y "Spellbound" de la sexta temporada.
Sara Sidle ha ganado una amplia base de fanes todos estos años. La relación de pareja entre ella y su supervisor, Gil Grissom, se insinuó en los primeros años del programa, pero solo fue en la sexta temporada de CSI, que la relación se confirmó, y luego se hizo definitiva con la propuesta de matrimonio de Gil en la octava temporada.
En septiembre de 2007, hubo rumores de Fox dejando la serie. Fanes de todo el mundo enviaron dinero y regalos a los escritores y productores de CSI, con un mensaje claro: "Keep Jorja Fox in CSI" (Mantengan a Jorja Fox en CSI). La campaña recibió poca publicidad y los comentarios de Fox y Carol Mendelsohn resultaron infructuosos, ya que en octubre de 2007,  la misma Fox confirmó su salida de la serie.
El personaje volvió al estreno de la novena temporada, cuando se entera de las noticias sobre el asesinato de su excompañero CSI Warrick Brown. Se retira nuevamente en el segundo episodio de la temporada. Grissom se une a ella en Costa Rica en el décimo episodio de aquella temporada. La escena final muestra a la pareja besándose.
Jorja Fox regresó a CSI en la décima temporada. La estancia de Fox se hizo más permanente, cuando su recuento de cinco episodios en los que actuaría, se ampliaron. En la undécima temporada, Fox, regresa al elenco principal de la serie.